# أيس أوف بيس
أيس أوف بيس (Ace of Base) هي فرقة بوب من مدينة غوتنبرغ، السويد، تتألف الفرقة من أربع أعضاء هم اولف إكبيرج والإخوة (بوذا) جوناس بيرغرين (جوكر) وجيني بيرغرين ولين بيرغرين صدر الألبوم لأول في عام 1993 وبيع أكثر من 50 مليون البوم في جميع أنحاء العالم، وتتصدر القوائم مع أغانى ناجحة مثل «كل ما تريد - اوه `ذات شي وانتس» و«العلامة». بعد الرحيل الرسمي للعضو سابق مالين "لين" بيرغرين في عام 2007، يقوم مؤخرا الثلاثي بتقديم بعض العروض في أوروبا وآسيا، وهناك خطة لإطلاق سراح ألبوم خامس في عام 2009.
العلامة ذكر ضمن قائمة أكبر 100 البوم ذائع الصيت في كل العصور من رابطة صناعة التسجيلات الأمريكية (المعهد الملكي)

## روابط خارجية
- أيس أوف بيس على موقع IMDb (الإنجليزية)
- أيس أوف بيس على موقع ميوزك برينز (الإنجليزية)
- أيس أوف بيس على موقع أول ميوزيك (الإنجليزية)
- أيس أوف بيس على موقع ديسكوغز (الإنجليزية)

## روابط إضافية
- Ace of Base official web site
- Ace of Base Official Facebook Page  على فيسبوك.
- Ace of Base Official MySpace Page